# Rudolphus Leusden

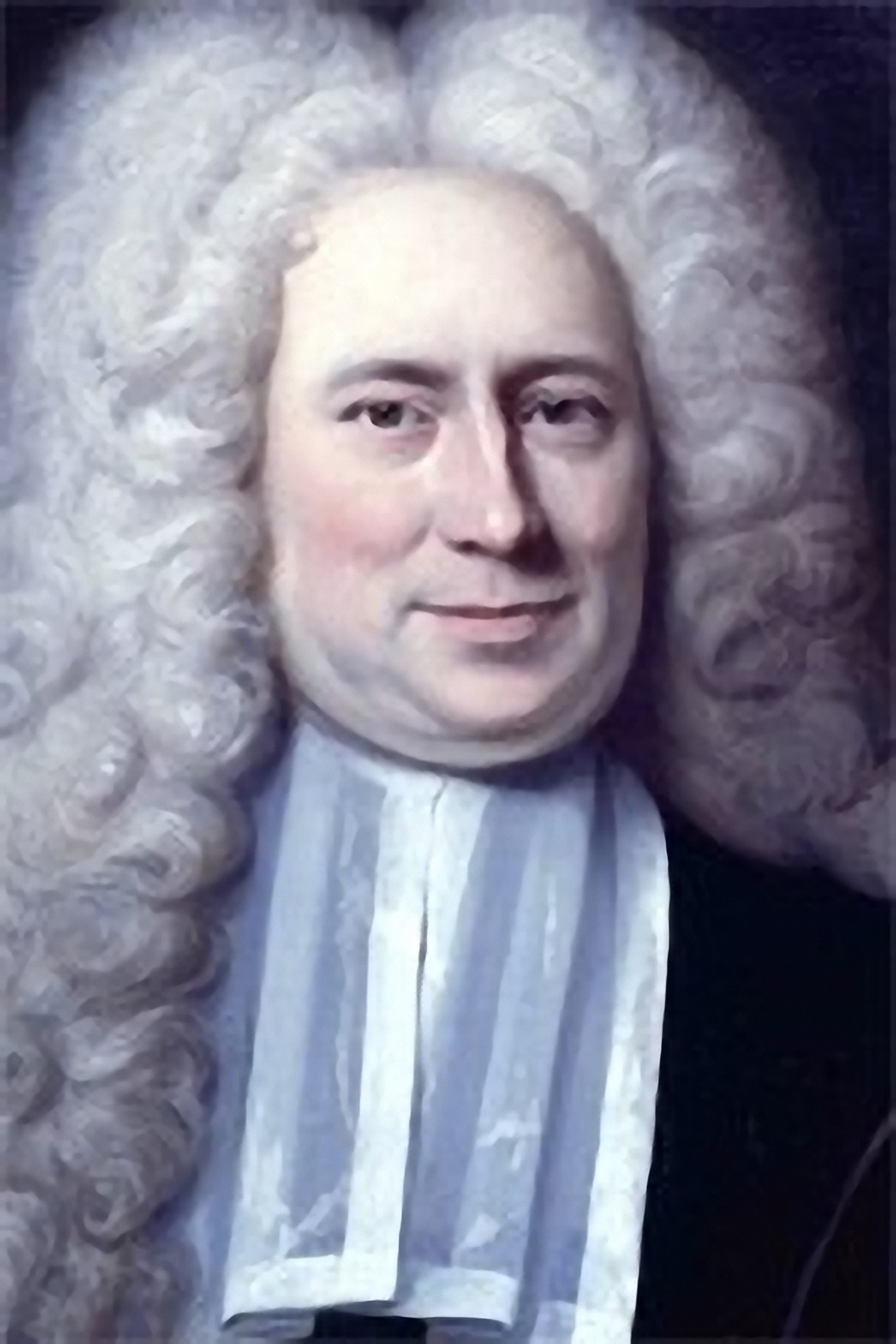
Rudolphus Leusden

Rudolphus Leusden (auch: Rudolf Leusdenus; * 1671 in Utrecht; † 4. November 1764 ebenda) war ein niederländischer Mediziner und Bürgermeister von Utrecht.

## Leben
Der Sohn von Johann Leusden und dessen Frau Elizabeth van der Nijpoort hatte sich wie sein Vater anfänglich auf ein Studium der orientalischen Sprachen konzentriert. 1691 immatrikulierte er sich unter dem Rektorat von Jacob Vallan an der Universität Utrecht und erwarb am 29. März 1692 unter Gerardus de Vries mit der Dissertation de Terra-motu den akademischen Grad eines Magisters der Philosophie. Aus jener Zeit ist auch sein Werk Novum Testamentum graece: ad subductu patris R. Leusden, Johannis filius. (1693) bekannt. Nach weiteren medizinischen Studien immatrikulierte er sich 1694 abermals an der Utrechter Akademie, wo er am 14. Juni 1694 unter Johannes Munnicks mit der Inauguraldisputation de Morbo regio zum Doktor der Medizin promovierte.
Am 19. März 1703 beriefen ihn die Kuratoren der Utrechter Hochschule zum außerordentlichen Professor der Anatomie und Chirurgie, welches Amt er am 18. Juni 1703 antrat und am 28. Juni seine Einführungsrede De anatomes utilitate et antiquitate hielt. Am 16. März 1705 wurde er ordentlicher Professor der Anatomie und Chirurgie. Nachdem er der Utrechter Hochschule 1707/08 und 1720/21 als Rektor der Alma Mater vorgestanden hatte, wechselte am 7. Juni 1723 er auf den Lehrstuhl der praktischen Medizin am Utrechter Institut. Er bat 1726 um die Entlassung aus dem Amt, weil er bereits 1724 in den Rat der Stadt Utrecht aufgenommen wurde. Er wurde 1726 Deputierter der Provinz Utrecht im Staatsrat, später Präsident der Kammer der Finanzen und Bürgermeister der Stadt Utrecht.